# Christian Magnus de Falsen
 Der er flere personer med dette navn, se Christian Magnus Falsen.
Christian Magnus de Falsen (12. december 1719 i København – 1. januar 1799 i Christiania) var en dansk-norsk justitiarius, bror til Johan Eskild de Falsen og far til Enevold de Falsen.
Han var søn af borgmester Enevold de Falsen (1686-1761) og Mette Christine Sørensen (1691-1758). Han var konferensråd og justitiarius i Overhofretten i Christiania.